# Mullsjön
Mullsjön is een meer van ongeveer 5,5 km² in de gemeente Mullsjö in Västergötland in Zweden.
Het meer ligt direct ten zuiden van Mullsjö.